# Na Ferradura
Na Ferradura (‚Hufeisen‘) ist eine kleine Bucht mit einem schmalen Strand im Nordosten der Baleareninsel Mallorca. Sie befindet sich sieben Kilometer nordwestlich der Kleinstadt Artà. Die Bucht ist Teil des 72,95 km² großen Naturgebiets von besonderem Wert (Àrea natural d’especial interès – ANAI) Nummer 10, Muntanyes d’Artà, nach dem Naturraumgesetz (ANAI / ARIP) zum Schutz des Bodens vor Verbauung, und einer besonderen Vogelschutzzone (Zona d’especial protecció per a les aus – ZEPA) entsprechend der Vogelschutzrichtlinie 79/409/EWG der Europäischen Union.

## Lage und Beschreibung

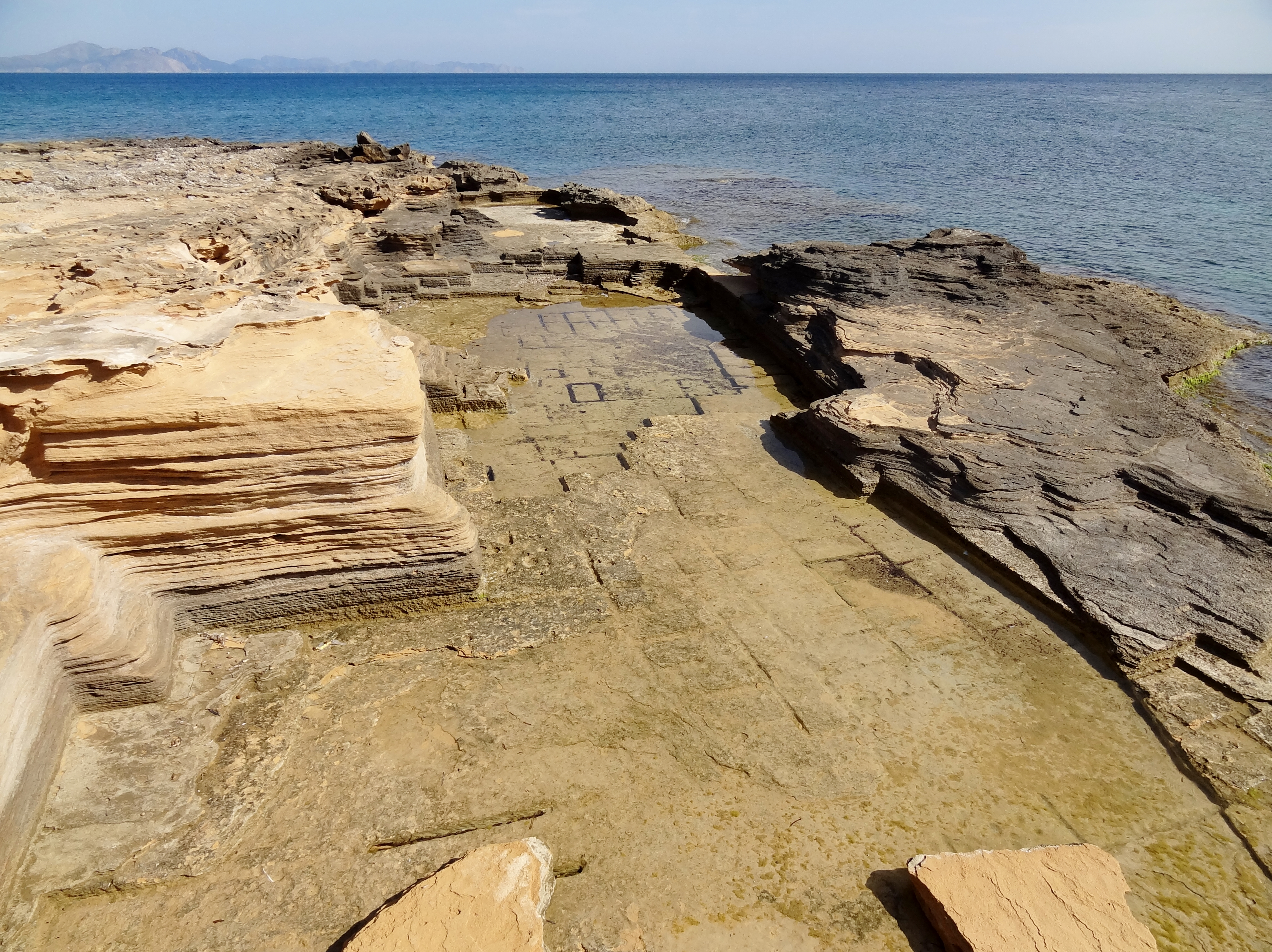
Alter Steinbruch es Maresos

Na Ferradura liegt an der Nordküste Mallorcas an der Badia d’Alcúdia (‚Bucht von Alcúdia‘) zwischen dem Ort Colònia de Sant Pere im Südwesten und der Siedlung (Urbanització) Betlem im Nordosten. Der kleine Meereseinschnitt zwischen der Punta de Ca los Camps und der Punta de s’Aigua Dolça gehört zum Gemeindegebiet von Artà. Die Garigue und Macchie der Umgebung mit der Bezeichnung es Canons ist mit Baumgruppen von Kiefern und Tamarisken durchsetzt. Südwestlich wird es Canons durch den Sturzbach Torrent des Cocons (auch Torrent de Betlem) begrenzt, der an der Cala des Camps ins Mittelmeer mündet. Nordöstlich von Na Ferradura durchschneidet der Torrent de s’Aigua Dolça das Gebiet von es Canons und endet an der Cala de s’Aigua Dolça.
Der Uferbereich von na Ferradura ist überwiegend felsig, nur an einer kleinen Stelle im Südosten führt grobkörniger Sand bis ans und ins Wasser. Das Gestein der Bucht besteht aus Arenit, einem klastischen Kalkstein, dessen Sedimentablagerungen an der Südseite gut zu erkennen sind. Dort befindet sich ein alter Steinbruch, es Maresos genannt, in dem Marès-Blöcke abgebaut wurden. In den Felsspalten im flachen Wasser haben sich viele Diademseeigel angesiedelt. Durch die großflächigen Seegraswiesen in der Bucht von Alcúdia kommt es am Ufer von na Ferradura häufig zu Ablagerungen von Neptungras. Der Strand der Bucht wird wegen der begrenzten Liegeflächen wenig besucht. Etwa 30 Meter von der Uferlinie im Osten entfernt befindet sich hinter einer Buschformation der Dolmen von S’Aigua Dolça, die Reste eines megalithischen Grabes aus der Vorzeit Mallorcas.

## Zugang
Von Colònia de Sant Pere führt eine Straße direkt an der Küste über Son Violí und Son Mascaró in nordöstlicher Richtung nach Cala des Camps, wo die Straße endet. Etwa auf halber Strecke gibt es eine Verbindungsstraße zur MA-3331, der Hauptstraße von Betlem ins Inselinnere. An der Nordseite der Cala des Camps beginnt ein Wanderweg, der zur nordöstlich gelegenen Siedlung Betlem führt. Folgt man nach Durchschreiten des Torrent des Cocons diesem Weg, so erreicht man nach etwa 200 Metern na Ferradura.